# The Road Goes Ever On (canzone)

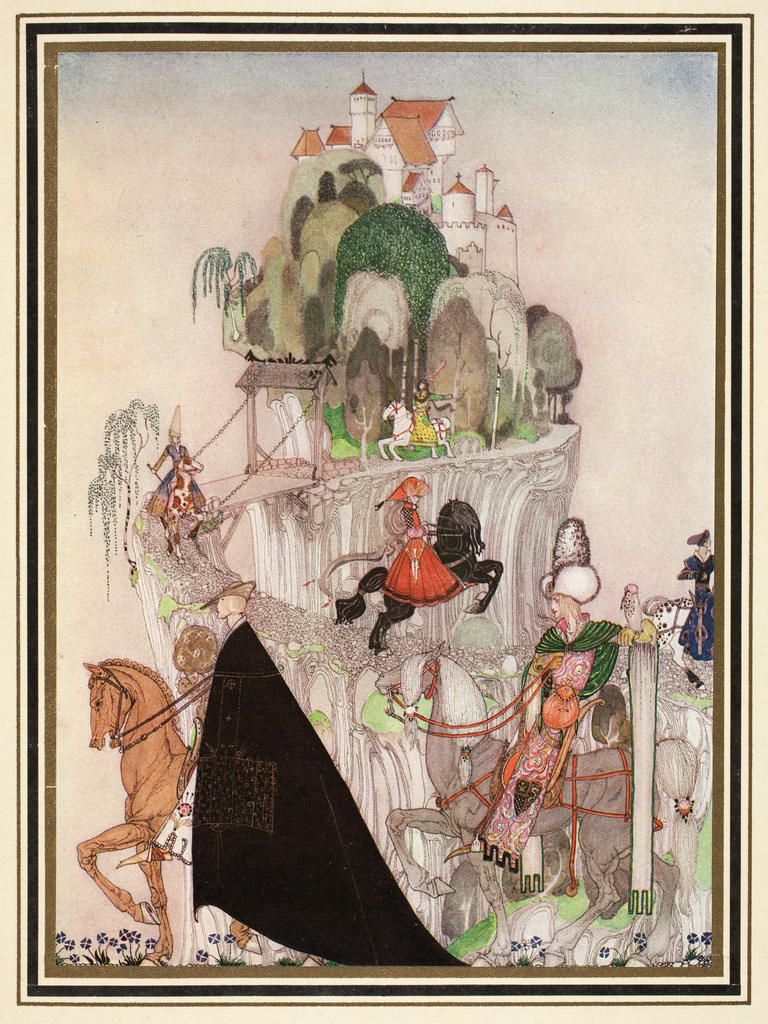
Illustrazione della strada di Kay Nielsen per la fiaba del 1914 A est del sole e a ovest della luna, il cui titolo Tolkien usa in una delle sue canzoni da strada per Aman, l'altro mondo desiderato.

The Road Goes Ever On è la canzone originale facente parte dell'omonimo gruppo di canzoni da strada che J. R. R. Tolkien ha scritto per il suo legendarium della Terra di Mezzo. All'interno delle storie, la canzone originale è stata composta da Bilbo Baggins e registrata in The Hobbit. Diverse versioni di essa appaiono anche ne Il Signore degli Anelli, insieme ad alcune canzoni simili.
Gli studiosi hanno notato che la "strada" di Tolkien è un simbolo abbastanza chiaro per la vita e le sue possibilità, e che la Terra di Mezzo è un mondo di tali strade, poiché sia Lo Hobbit che Il Signore degli Anelli iniziano e finiscono alla porta di Bag End, la casa di Bilbo. Hanno anche osservato che se "la locanda illuminata" sulla strada significa morte, allora la strada è vita, e sia la canzone che i romanzi possono essere letti come se parlassero del processo di individuazione psicologica. La canzone dà il nome al ciclo di canzoni di Donald Swann del 1967 The Road Goes Ever On, dove è la prima della lista. Tutte le versioni della canzone sono state musicate dal Tolkien Ensemble.

## Le versioni di Tolkien

### NeLo Hobbit
La versione originale della canzone viene recitata da Bilbo nel capitolo 19 de Lo Hobbit, alla fine del suo viaggio di ritorno nella Contea. Arrivato in cima a un'altura vede la sua casa in lontananza, si ferma e legge una strofa.

### NeIl Signore degli Anelli

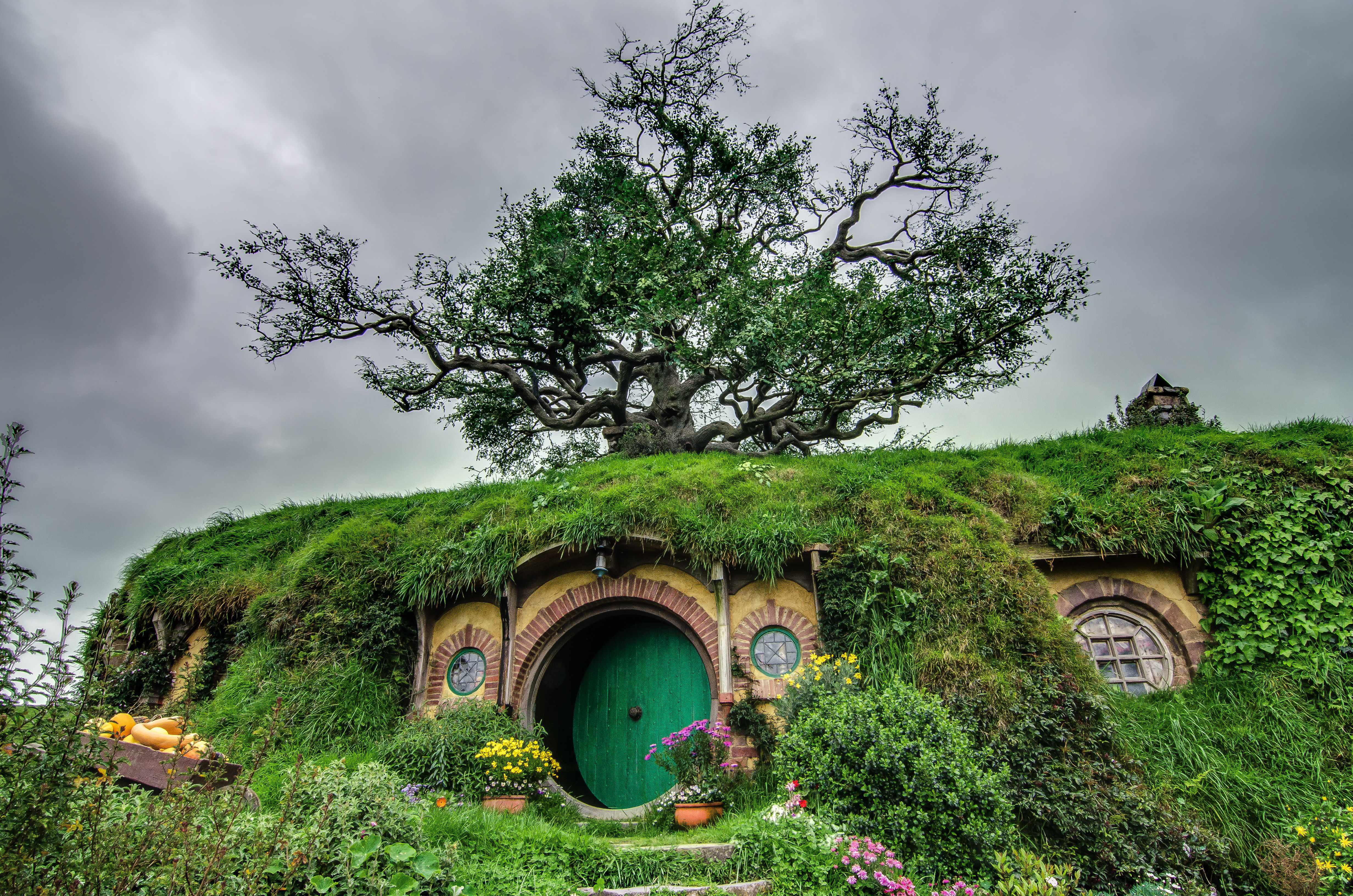
"La porta dell'inizio": la casa di Bilbo e poi Frodo Baggins a Bag End, Hobbiton (come girato in Nuova Zelanda)

Ci sono tre versioni di "The Road Goes Ever On" ne Il Signore degli Anelli. La prima è ne La Compagnia dell'Anello, Libro I, Capitolo 1. La canzone è cantata da Bilbo quando lascia la Contea. Ha rinunciato all'Unico Anello, lasciando che Frodo se ne occupi, e sta partendo per visitare il Gran Burrone, in modo che possa finire di scrivere il suo libro.
La seconda versione appare nel Libro 1, capitolo 3. È identica alla prima, tranne per l'inserimento della parola "desideroso" al posto di "stanco" nel quinto verso. Viene pronunciata ad alta voce, lentamente, da Frodo, mentre lui e i suoi compagni arrivano in una strada familiare - la Stock Road - nel loro viaggio quando lasciano la Contea.
La terza versione appare ne Il ritorno del re, libro 6, capitolo 6. È pronunciata da Bilbo nel Gran Burrone dopo che gli hobbit sono tornati dal loro viaggio. Bilbo ora è un vecchio hobbit assonnato, che mormora il verso e poi si addormenta.
Lo studioso di discipline umanistiche, Brian Rosebury, cita il ricordo di Frodo agli altri hobbit dei pensieri di Bilbo su 'The Road': "Diceva spesso che c'era una sola strada; che era come un grande fiume: le sue sorgenti erano a ogni soglia, e ogni sentiero era suo affluente. È pericoloso, Frodo, uscire dalla tua porta", diceva. "Entri nella strada e se non punti i piedi, non si sa dove potresti essere trascinato via." Rosebury commenta che il "simbolismo casalingo" qui è abbastanza chiaro, che "la strada rappresenta la vita, o meglio le sue possibilità, anzi probabilità, di avventura, impegno e pericolo; per la paura di perdersi e la speranza di tornare a casa". Osserva inoltre che la Terra di Mezzo è distintamente "un mondo di strade", come si vede in Lo Hobbit e ne Il Signore degli Anelli, che entrambi "iniziano e finiscono alla porta di Bag-End".
Lo studioso di Tolkien, Tom Shippey, contrappone le versioni della "Old Walking Song" cantata da Bilbo e Frodo. Bilbo segue la "Strada... con passi impazienti", sperando di raggiungere la pace nel Gran Burrone, di ritirarsi e di rimanere a proprio agio; mentre Frodo canta "con i piedi stanchi", sperando in qualche modo di raggiungere Mordor portando l'Anello, e di cercare di distruggerlo nelle crepe del Monte Fato: destinazioni e commissioni molto diverse. Shippey sottolinea che "se 'la locanda illuminata' sulla strada significa morte, allora 'la strada' deve significare vita", e la poesia e il romanzo potrebbero parlare del processo di individuazione psicologica.

### Un'altra canzone da strada

Dalla Caduta di Númenor e dal Cambiamento del Mondo, "i sentieri nascosti che corrono a ovest della Luna, a est del Sole" sono stati l'unico modo per raggiungere Elvenhome, Valinor.

Cambiamenti simili nell'umore e nelle parole si vedono in due versioni di "A Walking Song", nella stessa metrica e in modo simile all'inizio e alla fine de Il Signore degli Anelli.
La prima versione, nel capitolo, "Three is Company", è cantata dagli hobbit quando stanno camminando attraverso The Shire, poco prima di incontrare una compagnia di elfi. Nel testo sono riportate tre strofe, con la prima che inizia "Sul focolare il fuoco è rosso...".
È questa parte della canzone che viene ripresa con parole diverse più avanti nel libro. Questa nuova versione è cantata sottovoce da Frodo mentre lui e Sam camminano nella Contea alcuni anni dopo il loro ritorno, e mentre Frodo si prepara a incontrare Elrond e altri e a viaggiare verso i Grey Havens per imbarcarsi in Occidente.
L'ultimo verso è una variante della frase "L'est del sole e l'ovest della luna", che è usata nelle fiabe come l'omonimo racconto norvegese per un altro mondo che è incredibilmente difficile da raggiungere - in questo caso Aman, raggiungibile solo dal Rettilineo.

## Arrangiamenti musicali

### Musica classica

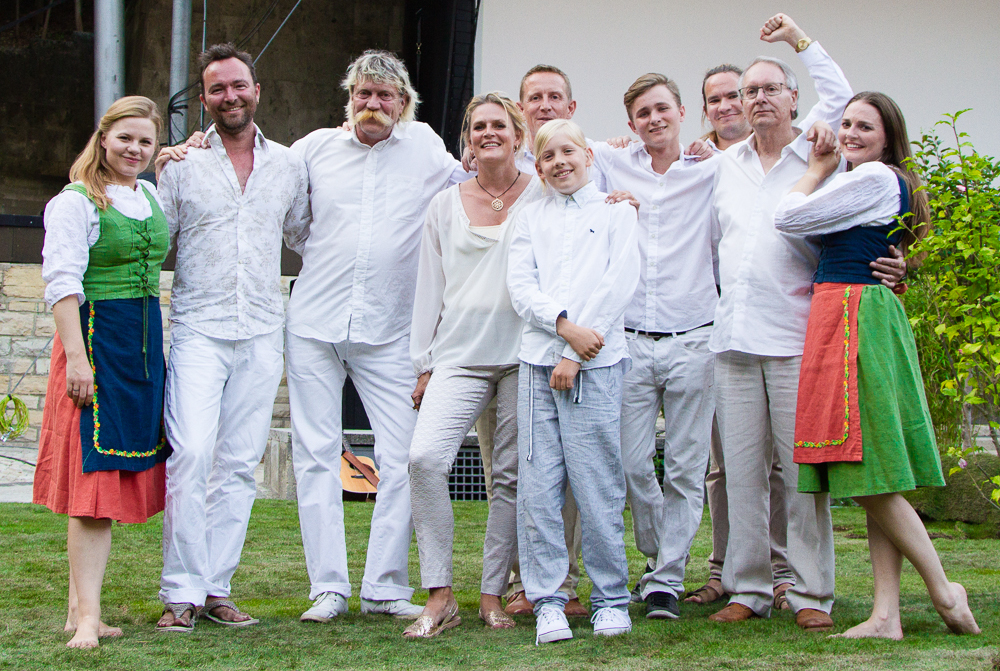
Il danese Tolkien Ensemble ha messo in musica tutte le versioni di "The Road Goes Ever On".

La canzone del titolo e molte altre sono state musicate da Donald Swann come parte del libro e della registrazione The Road Goes Ever On, dal nome di questa canzone. L'intero ciclo di canzoni è stato messo in musica nel 1984 dal compositore Johan de Meij; un'altra impostazione del ciclo è del compositore americano Craig Russell, del 1995. Tutte le canzoni sono state musicate da The Tolkien Ensemble nei loro quattro album di Tolkien, a cominciare da An Evening in Rivendell, come parte del progetto, ora completato, di mettere in musica tutte le poesie de Il Signore degli Anelli.  L'UC Berkeley Alumni Chorus ha incaricato la compositrice statunitense Gwyneth Walker di mettere in musica la poesia nel 2006, cosa che ha fatto in diversi modi musicalmente non correlati.

### Cinema, radio e teatro musicale
Una versione musicale di alcune sezioni di questa canzone di Glenn Yarbrough si trova nella versione del film d'animazione di Rankin/Bass del 1977, Lo Hobbit. Per il film è stata scritta una canzone completa, Roads, presente nella colonna sonora e nell'LP della storia. La stessa melodia è stata usata nella versione animata di Rankin/Bass del 1980 de Il ritorno del re. Una versione musicale di alcune sezioni della canzone si trova nel film Il Signore degli Anelli - La Compagnia dell'Anello, composta da Howard Shore. È cantata da Gandalf (Ian McKellen) nella scena iniziale, e anche da Bilbo (Ian Holm) mentre lascia Bag End. Il canto di Gandalf si trova nel brano Bag End in The Complete Recordings e in quello di Bilbo in Keep It Secret, Keep It Safe. Gran parte della canzone è stata inclusa in "The Last Goodbye" di Billy Boyd nella colonna sonora di The Hobbit: The Battle of the Five Armies di Peter Jackson del 2014. La canzone esiste anche nella versione radiofonica della BBC del 1981, cantata da Bilbo (John Le Mesurier) su una melodia di Stephen Oliver.